# 吴毓江

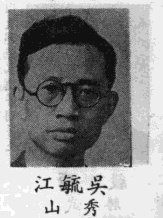

吴毓江（1898年3月—1977年6月），名繼剛，号墨生，别号墨村，男，苗族，四川省秀山县（現屬重慶市）雅江鄉人。吴氏出身经济学，后在历史学、哲学等方面多有建树，以治墨学著名，是墨子研究专家。

## 生平
1925年，吴毓江从北京大学经济系毕业，毕业论文为《墨子之经济思想》。1928年至1931年间，吴任《四川日报》主笔，并任四川大学教授。1935年至1937年，他在日本东京帝国大学文哲研究室任研究员。1937年回国，任北平中法大学教授。1940年至1941年，任中央研究院专题研究员。1948年至1950年，任四川省立教育学院教授。1950年8月起，担任西南师范学院政治课教授，主讲政治经济学。1956年7月调任西南师范学院历史系教授，开有历史要籍介绍、历史文选等课程，并负责培养青年教师。

## 著作
- 吴毓江，墨子校注，重庆：重庆独立出版社，1944年1月
该书共15卷，附墨子旧本经眼录、墨子各篇真伪考、墨子姓氏生地年世考、墨学之真谛，收入《察今堂丛书》。

- 吴毓江，公孙龙子校释，上海：上海古籍出版社，2001年